# Jouravskite
La jouravskite est un minéral de la classe des sulfates, qui appartient au groupe de l'ettringite. Il a été nommé en 1965 par Christophe Gaudefroy et François Permingeat en l'honneur de Georges Jouravsky (1896–1964),  géologue en chef du Geological Survey of Morocco, pour son travail sur les gisements minéraux du Maroc.

## Caractéristiques
La jouravskite est un sulfate de formule chimique Ca3Mn4+(SO4)(CO3)(OH)6·12H2O. Elle a été approuvée comme espèce valide par l'Association internationale de minéralogie en 1965. Elle cristallise dans le système hexagonal. On la trouve sous forme de cristaux pyramidaux hexagonaux arrondis, présentant {1010} et {1012}, de taille allant jusqu'à 0,3 millimètre, incrustés dans la marokite, en masses pulvérulentes et en taches. Sa dureté sur l'échelle de Mohs est de 2,5.

## Classification
Selon la classification de Nickel-Strunz, la jouravskite appartient à "07.D - Sulfates (séléniates, etc.) avec des anions additionnels, avec H2O, avec des cations de taille moyenne à grande ; avec NO3, CO3, B(OH)4, SiO4 ou IO3", avec les minéraux suivants : darapskite, humberstonite, ungemachite, clinoungemachite, charlésite, ettringite, sturmanite, thaumasite, carraraïte, bentorite, buryatite, rapidcreekite, korkinoïte, tatarskite, nakauriite, chessexite, carlosruizite, fuenzalidaïte et tcheliabinskite.

## Formation et gisements
C'est un minéral rare qui se trouve dans les zones oxydées des gisements de manganèse ; il existe une variété aluminifère créée par l'action des fumerolles volcaniques. Elle est généralement associée à d'autres minéraux tels que la manganite, la calcite, la marokite, la gaudefroyite, l'henritermierite, la despujolsite et la baryte. Elle a été découverte en 1965 dans la mine Tachgagalt, dans la province de Ouarzazate (Souss-Massa-Drâa, Maroc). Elle a également été décrite dans les mines N'Chwaning (Kuruman, Afrique du Sud) et dans deux localités jordaniennes : à Daba (Amman) et à Maqarin (Irbid).